# Lament
Lament ist eine vierköpfige Alternative-Rock-Band aus Leipzig. 

## Geschichte
Lament wurde im Jahr 1996 von den drei Bad Lausickern Sebastian Söllner, Dirk Rotzsch und Marco Polster gegründet. Der Name beruht auf einem Song von The Cure, der die Band damals stark beeinflusste. Schnell entstanden Stücke für ihr erstes Demo-Album The Test Tracks, darunter Last Dance of Summer, Away und Treachery. 
Bereits ein Jahr nach der Gründung wurde lament auf das siebte Wave-Gotik-Treffen eingeladen, bei dem die Band im Haus Leipzig ihren bis dahin größten Auftritt spielte. 1998 entstand das zweite Demo-Album The Stranger. Sebastian Söllner, der musikalische Kopf der Band, nahm wieder alle Songs im damaligen Proberaum auf. Die Stücke wurden düsterer und schwermütiger. 
Ende 1999 spielte der Nerchauer Christian Friedrich als Schlagzeuger vor und ersetzte von nun an den Drumcomputer. Der Live-Sound wurde dadurch kompakter und ließ die Songs lebendiger erscheinen. So spielte Lament auf mehreren Festivals mit Bands wie Letzte Instanz, Die Art und Keimzeit. 
Nach dem Auftritt zum neunten Wave-Gotik-Treffen verließ Marco Polster aus persönlichen Gründen die Gruppe. Den Bass übernahm ab 2003 Markus Georgi. Zu dieser Zeit entstanden die Ideen zu Songs wie Winter, Me, Cornered Between Lines, Time Off und Breathe. Ende 2003 entschloss sich die Gruppe ins Studio zu gehen und die EP Last Dance of Summer aufzunehmen. Nach dem Konzert zur „Schwarzen Weihnacht“, das mitgeschnitten und später als Bootleg unter die Fans gebracht wurde, verließ Markus Georgi die Band und Christian Kühne übernahm den Bass. 
In dieser Besetzung bewarb sich die Band 2006 beim größten NewComer-Wettbewerb der Welt: Emergenza. Nachdem Lament alle lokalen Ausscheide gewonnen hatte, fuhren sie als beste Band Sachsens zum Nord-Ostfinale nach Berlin, um dort gegen sämtliche Bands aus Berlin sowie die beste Band aus Hamburg anzutreten. Die Jury entschied sich für lament und schickte sie als Gewinner zum Weltfinale, das alljährlich im Rahmen des Taubertal-Festivals stattfindet. Neben dem dort belegten 15. Platz erreichte lament gute Ergebnisse innerhalb der Einzelwertungen wie beispielsweise den drittbesten Song, den drittbesten Sänger sowie den besten Akustik-Gitarristen.
Im Jahr 2007 erschien das Album Breathe (bei Dunefish, Berlin), das Lament zusammen mit Joachim Theiss (Toningenieur) produzierte. Veröffentlicht wurde es am 28. April 2007 im UT Connewitz (Leipzig) unter Verfolgung von sechs Kameras und mit Hilfe einer 25-köpfigen Crew sowie etwa 500 Fans. Unter der Federführung von Sven Kilian entstand hierbei eine 90-minütige Konzert-DVD, die zudem das kurz darauf produzierte Musikvideo You enthält. In diesem erhielt Lament weibliche Unterstützung von Kiki (Kristin Siegel), der Sängerin der Band Yoomiii. 
Mitte 2007 verließ Dirk Rotzsch Lament.  Es folgte die erste Deutschland-Tour als Support der Dresdner Band Letzte Instanz sowie weitere Support-Engagements für Phillip Boa, Jennifer Rostock und White Lies (UK). Ende 2008 bewarb sich Lament mit you bei MTV-Rookie als einer von mehr als 700 Teilnehmern und gewann. 2009 unterzeichnete lament in Berlin einen Plattenvertrag bei Universal Music. Am 30. Oktober 2009 wurde auf dem neuen Label die Single Last Dance of Summer veröffentlicht.
Seit 2023 arbeitet Lament in neuer Besetzung. 

## Diskografie

### Alben
- Breathe (Dunefish, Edel 2007)

### EPs
- Last Dance of Summer (2003)

### Singles
- You (2007)
- Last Dance of Summer (Vertigo, Universal Music 2009)

### Samplerbeiträge
- time off auf Goth Is What You Make It Vol. 6 (2007)
- you auf Save the Children (Emergenza Benefit Compilation, 2009)